# Gabriel Laub

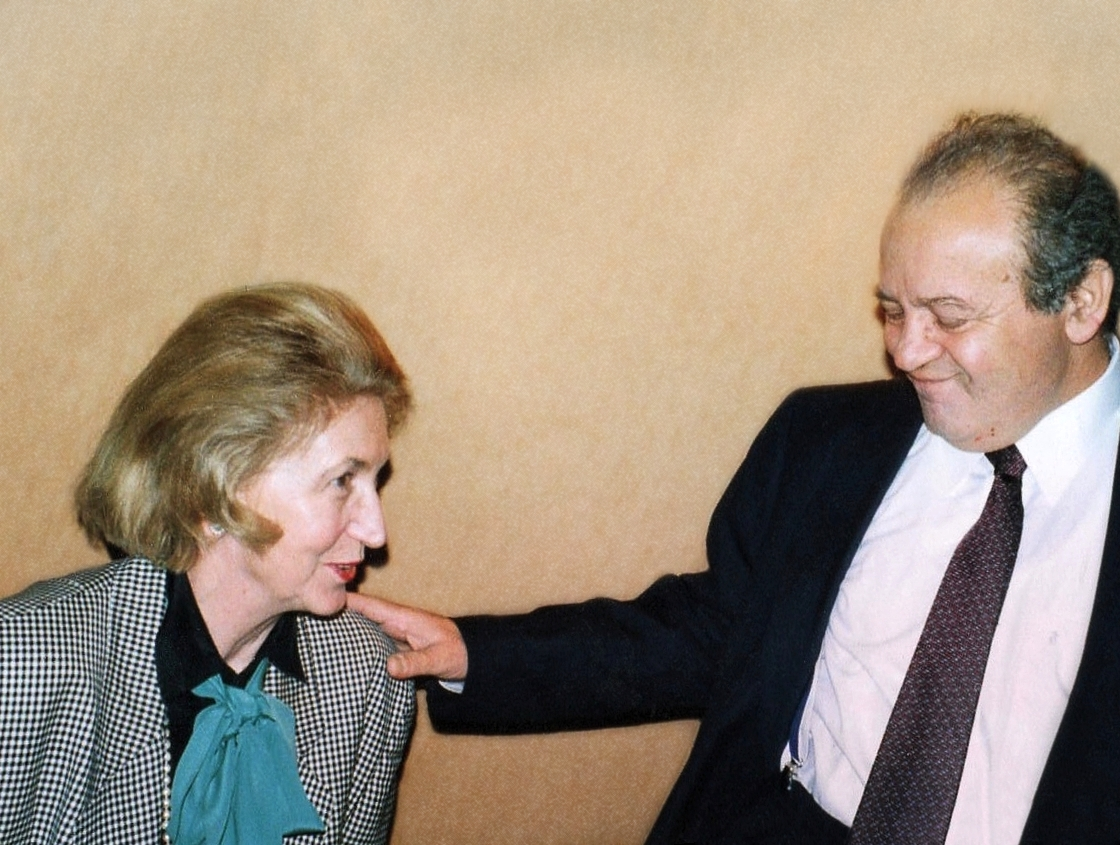
Gabriel Laub mit Rosemarie Fiedler-Winter von der Hamburger Autorenvereinigung

Gabriel Laub (* 24. Oktober 1928 in Bochnia, Polen; † 3. Februar 1998 in Hamburg) war ein polnisch-tschechoslowakisch-deutscher Satiriker, Aphoristiker, Journalist und Übersetzer, der zuerst auf Tschechisch und später auf Deutsch schrieb.

## Leben
Laub wuchs bei Krakau und in Chorzów in einer jüdischen Kaufmannsfamilie auf und floh mit seinen Eltern 1939 wegen ihrer Herkunft vor den Deutschen in die Sowjetunion nach Lemberg. Von dort wurde die Familie 1940 als Sonderumsiedler in den Ural deportiert. Die Jahre 1941–1946 verbrachte sie im usbekischen Samarkand.
Nach Kriegsende kehrte Laub nach Polen zurück und holte in Krakau sein Abitur nach. Nach fünf Monaten Aufenthalt in Polen siedelte er nach Prag um, wo er von 1946 bis 1951 Journalismus an der Hochschule für Politische und Soziale Wissenschaften (Vysoká škola politická a sociální) studierte. 1948 erhielt er die tschechoslowakische Staatsbürgerschaft.
Ab 1953 schrieb er hauptsächlich für reformorientierte Zeitungen wie Literárni listy, Host do domu, Reportér und Student. 1967 veröffentlichte er seinen ersten Band mit Aphorismen und kurzen Erzählungen. Vereinzelt schrieb er unter den Pseudonymen Jewgenij Samarkandcev und Josef Simon. Er übersetzte aus dem Polnischen, Slowakischen und Russischen ins Tschechische (etwa den Roman Ein Tag im Leben des Iwan Denissowitsch von Alexander Solschenizyn), später aus dem Tschechischen und Russischen ins Deutsche.
Nach der Niederschlagung des Prager Frühlings floh er nach Hamburg und verlor seine tschechoslowakische Staatsbürgerschaft. Dort erschienen seine Aphorismensammlungen in deutscher Sprache, außerdem veröffentlichte Laub Essays in der Zeit. Als Übersetzer trat er vor allem mit den Werken des tschechischen Dramatikers und Dissidenten Václav Havel in Erscheinung. Auf einen Kommentar Laubs im Anschluss an Havels Fernsehspiel Die Fledermaus auf der Antenne, das von NDR und ORF produziert und 1975 gesendet wurde, verzichtete der ORF nach eigenen Angaben aus diplomatischen Gründen. In den 1980er-Jahren war Laub als Drehbuchautor tätig. In verschiedenen Essays und dem satirischen Roman Aufstand der Dicken beschäftigte sich Laub mit Übergewicht.
1976 wurde Laub Präsident des P.E.N.-Zentrum der Schriftstellerinnen und Schriftsteller im Exil deutschsprachiger Länder. Er war Präsidiumsmitglied der Freien Akademie der Künste in Hamburg. Laub erhielt zahlreiche Auszeichnungen, unter anderem 1971 den Kurzgeschichtenpreis der Stadt Arnsberg sowie 1991 den Irmgard-Heilmann-Preis.
Laub war mit der Schriftstellerin Gerlind Fischer-Diehl (1937–2014) liiert. Laub sprach Polnisch, Russisch, Tschechisch und Deutsch. Er war Mitglied der jüdischen Gemeinde Hamburg, obwohl er kein bekennender oder praktizierender Jude war. 1998 starb er nach langem Krebsleiden und wurde in Israel neben dem Grab seiner Eltern beigesetzt.

## Rezeption
Laub trat von den 1970er- bis 1990er-Jahren regelmäßig in Fernsehen und Hörfunk auf. Er war häufiger Talkshowgast und als solcher 1985 im Tatort: Der Mord danach zu sehen. Er hatte Auftritte in der Serie Großstadtrevier. Er war mit der Hamburger Schriftstellerfamilie Biller (Rada Biller, Maxim Biller, Elena Lappin) befreundet. Maxim Biller, dessen Vater ein Prager Jugendfreund Laubs war, erwähnt ihn in seinem Buch Der gebrauchte Jude (2009). Biller, in dessen Familienkreis Laub häufig jüdische Witze erzählte, schrieb, Laub hätte besser Komiker als Schriftsteller werden sollen. Laut Biller beschwerte sich Laub darüber, dass Literaturkritiker Marcel Reich-Ranicki seine Bücher ignoriert habe. Lappin erwähnt ihn in ihrem Buch What Language Do You Dream In? (2012). Max Goldt schrieb in seiner Titanic-Kolumne, dass auf Laubs Visitenkarte „Gabriel Laub. Satiriker“ stand. Goldt wolle kein Satiriker sein, der für die Bild-Zeitung schreibt (Laub hatte darin eine Kolumne). Der spätere Titanic-Chefredakteur Martin Sonneborn bezeichnete ihn in einem Artikel in der taz zum 65. Geburtstag als überschätzten Schriftsteller. Er kritisierte, Laub habe eine Lobeshymne auf die deutschen Minister im Journal für Deutschland verfasst.

## Ehrungen
- 1991: Irmgard-Heilmann-Preis
- 1994: Preis beim Wettbewerb Europäisches Feuilleton (Evropský fejeton) in Brünn
- Nach seinem Tod schrieb die Hamburger Autorenvereinigung den mit 20.000 Mark dotierten Gabriel-Laub-Satirikerpreis aus. Die Vergabe wurde eingestellt, da die Nachkommen die Verwendung des Namens nicht weiter gestatteten.[17]

## Werke (Auswahl)
- Zkušenosti. (dt. „Erfahrungen“) 1967.
- Verärgerte Logik. 1969
- Enthüllung des nackten Kaisers. Satire in Begriffen. 1970.
- Ur-Laub zum Denken. Satire in Begriffen. 1972.
- Doppelfinten. 1975.
- Erlaubte Freiheiten. 1975.
- Denken erlaubt. 1977.
- Alle Macht den Spionen. 1978.
- Das Recht, recht zu haben. 1982.
- Der Aufstand der Dicken. 1983.
- Gespräche mit dem Vogel. 1984.
- Denken verdirbt den Charakter. 1984.
- Bräuche der Wilden (Hörspiel, WDR 1985)
- Mein lieber Mensch. 1987.
- Unordnung ist das ganze Leben. 1992.